# Happy Trails
Happy Trails (del inglésː Rieles felices) es el segundo álbum y el primero en vivo de la banda norteamericana de rock psicodélico Quicksilver Messenger Service. Fue grabado en Fillmore West en 1968 y publicado en marzo de 1969, por Capitol Records. Se trata de un álbum en vivo versionando temas del músico de los años 50 Bo Didley. 
El álbum fue posicionado el 189 lugar de los 500 mejores álbumes de todos los tiempos de la revista Rolling Stone.

## Contexto
El álbum fue grabado en 1968

## Contenido

### Concepto del álbum
Los temas del álbum son básicamente una sesión en vivo improvisada basada en el tema Who Do You Love? de Bo Didley. La cara A contiene el tema dividido en 6 canciones, que en conjunto se llaman Who Do You Love Suite y que contiene los temas Who Do You Love, partes 1 y 2; When You Love; Where You Love, How You Love y Which Do You Love (todos instrumentales).
La parte B incluye el tema también de Didley Mona y dos composiciones instrumentales de Gary Duncan, "Maiden of the Cancer Moon" y "Calvary".

### Portada
La portada del álbum muestra a un jinete que se despide de una mujer mientras el caballo que monta avanza hacia adelante. El jinete mira hacia atrás a la mujer y tiene un sombrero vaquero agarrado de su mano, en gesto de despedida. El caballo atraviesa un campo. Al fondo se puede ver un cielo amarillo y las letras del nombre de la banda con el nombre del álbum encima de éste. 